# William F. Petersen
William Ferdinand Petersen (* 25. März 1887 in Chicago; † 21. August 1950 ebenda) war der Begründer der Biometeorologie in den Vereinigten Staaten.
Petersen war von 1924 bis 1942 Professor für Pathologie an der University of Illinois.
1963 gründeten Eric Michael Glaser, Igho Hart Kornblueh, A. P. Krueger, Frederick Sargent und Solco Walle Tromp die William F. Petersen Foundation, die seit 1966 für herausragende Forschung im Bereich der Biometeorologie den William F. Petersen Memorial Award verleiht.